# Luke Keough
Luke Keough (* 10. August 1991 in Sandwich, Massachusetts) ist ein ehemaliger US-amerikanischer Radrennfahrer.

## Karriere
Luke Keough wurde 2007 US-amerikanischer Meister im Cyclocross der Juniorenklasse. 2010 und 2011 gewann er mit seinem Team Champion System-Keough Cyclocross jeweils drei Rennen des UCI-Kalenders, unter anderem die beiden Teile von The Cycle-Smart International in Northampton. 
2012 wurde Keough Mitglied im Team SmartStop-Mountain Khakis. Zur Saison 2013 wechselte er zum Professional Continental Team UnitedHealthcare, für das zum damaligen Zeitpunkt auch sein Bruder Jake fuhr, um sich verstärkt dem Straßenradsport zuzuwenden. 2014 erzielte er seinen ersten Erfolg bei einem UCI-Rennen, als er die erste Etappe der Tour of Taiwan gewann.
In der Saison 2017 gewann Keough drei Etappen der Marokko-Rundfahrt. 2018 war er noch Mitglied im Team UnitedHealthcare, jedoch wurde er in den Ergebnislisten der UCI letztmals 2017 geführt. 

## Familie
Seine Brüder Nicholas Keough und Jesse Keough sind ebenfalls ehemalige Cyclocrossfahrer, sein älterer Bruder Jake Keough ein ehemaliger Straßenradrennfahrer. 2017 heiratete er die US-amerikanische Radrennfahrerin Kaitlin Antonneau.

## Erfolge

### Cyclocross
2007/2008
- US-amerikanischer Meister (Junioren)

2010/2011
- Nittany Lion Cross, Breinigsville
- The Cycle-Smart International 1, Northampton
- The Cycle-Smart International 2, Northampton

2011/2012
- The Cycle-Smart International 1, Northampton
- The Cycle-Smart International 2, Northampton
- NBX Grand Prix 1, Warwick

### Straße
2012
- Tour of Somerville

2014
- eine Etappe Tour de Taiwan

2017
- drei Etappen Tour du Maroc